# John Stevens Cabot Abbott
Pour les articles homonymes, voir Abbott.
John Stevens Cabot Abbott, né le 18 septembre 1805 à Brunswick dans le Maine et mort le 17 juin 1877 à Fair Haven dans le Connecticut, est un écrivain américain.

## Biographie
John Stevens Cabot Abbott naît le 18 septembre 1805 à Brunswick, dans le Maine. Frère de Jacob Abbott (1803-1879), il est associé à ce dernier dans la gestion de l'Abbott's Institute, à New York, et dans la préparation de sa série de brèves biographies historiques. Il est cependant surtout connu comme l'auteur d'une History of Napoleon Bonaparte (Histoire de Napoléon Bonaparte) (1855), partisane et peu savante, mais largement populaire et très lisible, dans laquelle les divers éléments et épisodes de la carrière de Napoléon sont traités avec une certaine habileté dans l'agencement, mais avec une adulation sans faille. Le Dr Abbott obtient son diplôme au Bowdoin College en 1825, se prépare au ministère au Andover Theological Seminary et, entre 1830 et 1844, date à laquelle il se retire du ministère, prêche successivement à Worcester, Roxbury et Nantucket, dans le Massachusetts. Il meurt le 17 juin 1877 à Fair Haven dans le Connecticut.

## Œuvre
Il est un auteur de livres sur l'éthique chrétienne et d'histoires, qui semblent aujourd'hui peu savantes et peu dignes de confiance, mais qui étaient précieuses en leur temps pour cultiver un intérêt populaire pour l'histoire. En général, à l'exception du fait qu'il n'a pas écrit de romans pour la jeunesse, son œuvre ressemble beaucoup, par son sujet et son style, à celle de son frère, Jacob Abbott.